# Verner W-1 Brouček
De Verner W-1 Brouček (Brouček betekent Kever) is een Tsjecho-Slowaaks vliegtuig, ontworpen en gebouwd door Vladislav Verner. Het is een eenzitter, een eenmotorige laagdekker. Verner, een stafmedewerker van VZLÚ. bouwde het toestel in eigen beheer. De W-1 is het eerste vliegtuig dat in Tsjecho-Slowakije door iemand in eigen beheer gebouwd is na de Tweede Wereldoorlog. De eerste vlucht vond plaats in maart 1970, met Rudolf Duchon aan de stuurknuppel. Er is slechts één W-1 gebouwd, met OK-YXA als registratie.

## Specificaties
- Bemanning: 1, de piloot
- Lengte: 5 m
- Spanwijdte: 6,08 m
- Leeggewicht: 280 kg
- Motor: 1× Praga DH, 63 kW (85 pk)
- Max. snelheid: 180 km/h
- Vliegbereik: 500 km[1]

## Fotogalerij

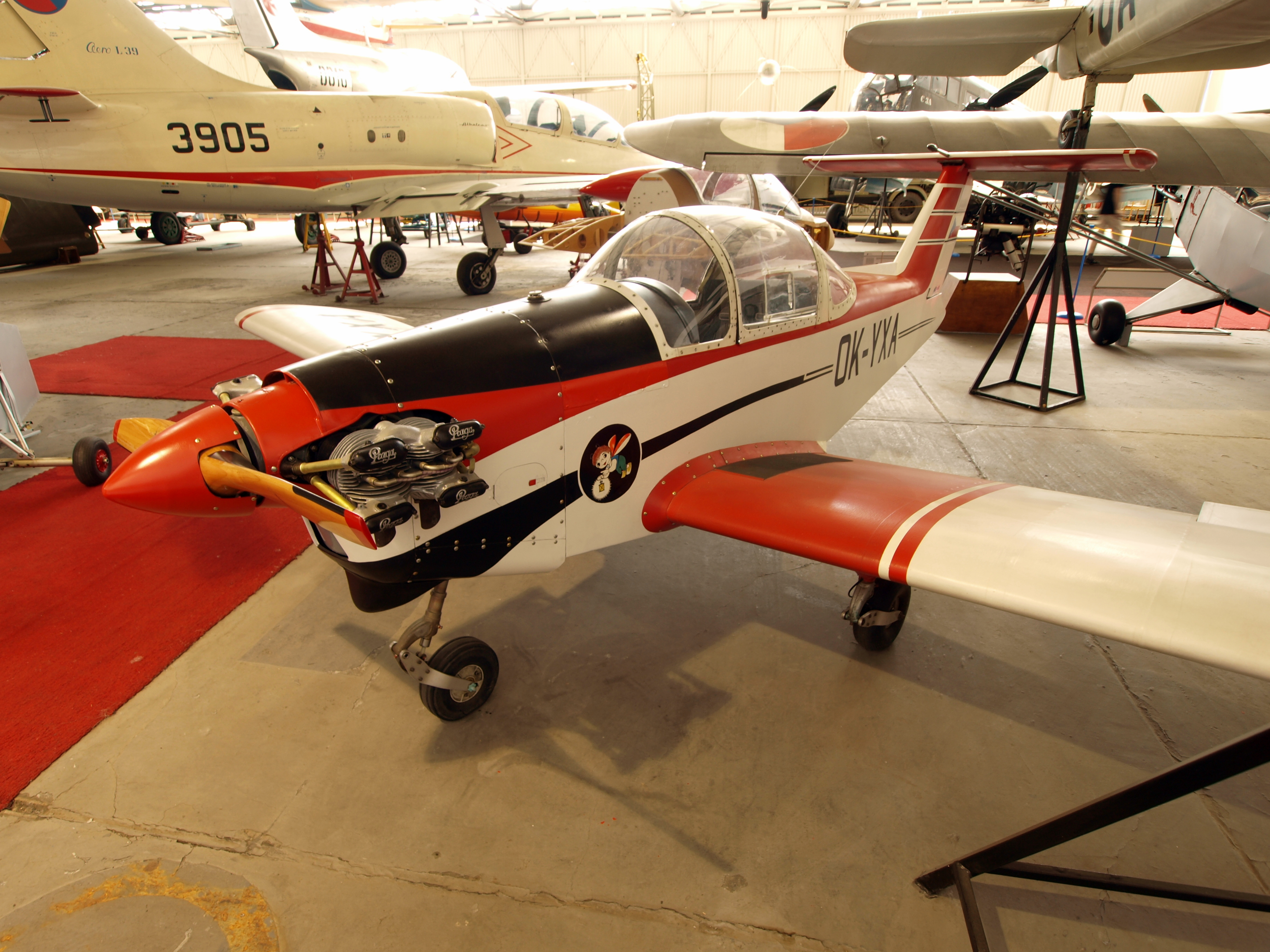
2012
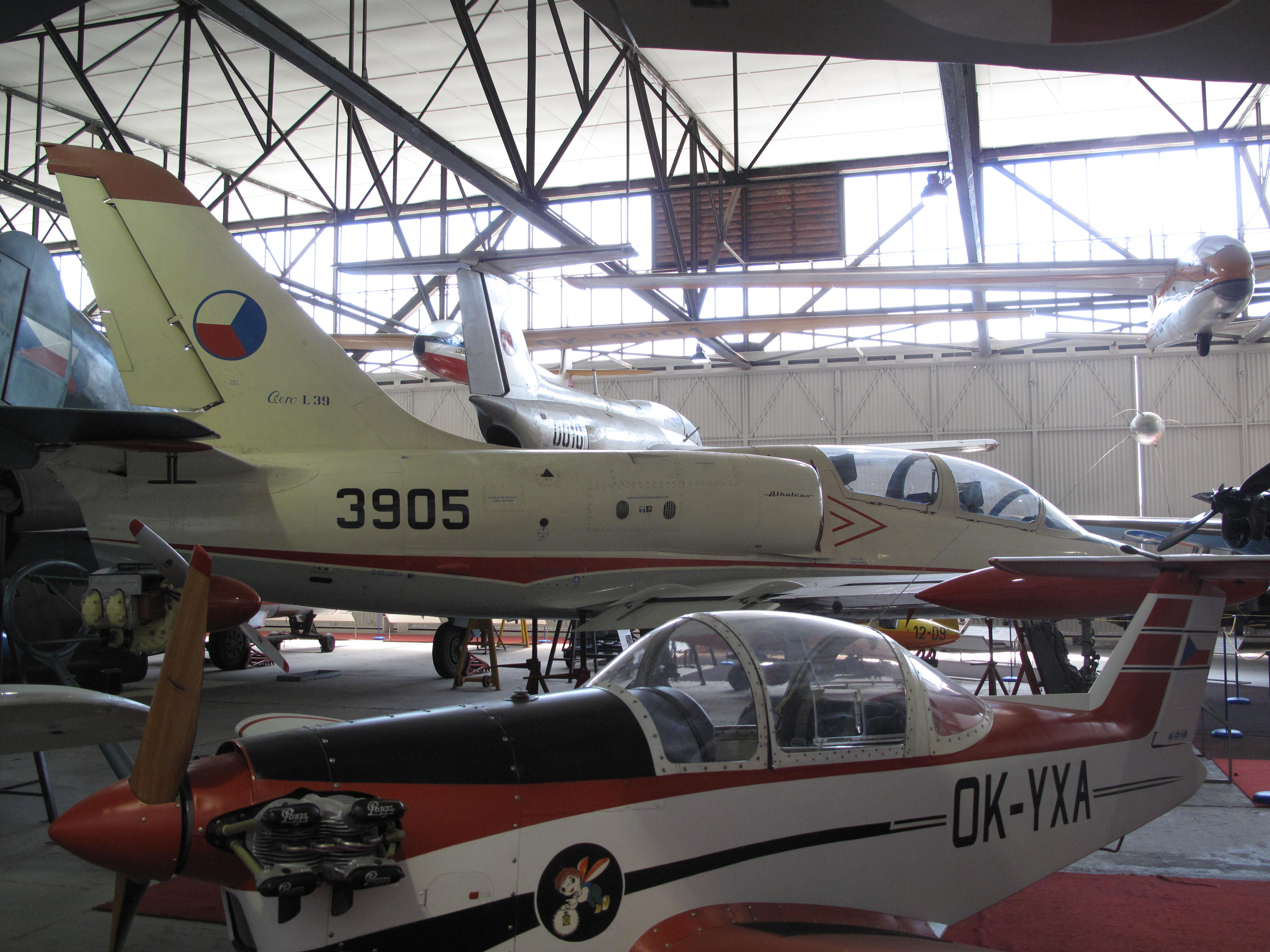
2010